# 保罗·哥尔丹
保罗·阿尔伯特·哥尔丹（德語：Paul Albert Gordan，1837年4月27日—1912年12月21日）是一名德国数学家。以善长代数不变量理论著称。他在职业中学毕业后任银行职员。1855年起，先后到柏林大学、布雷斯劳大学和柯尼斯堡大学学习数学。1874年任埃尔朗根大学教授，1910年退休。
不变量理论是19世纪下半叶最热门的研究课题之一。在克莱布什影响下，他把毕生精力用于这一领域。1868年，使用构造方法证明了著名的哥尔丹有限基定理：每个给定次数的二元型的不变量具有有限基。其后20年间，数学家们热衷于寻找多元型的类似结果。哥尔丹也得到很多结果，被时人誉为“不变量之王”，但未解决一般代数型的有限基问题。
哥尔丹的研究风格是强调算法与构造性证明。他曾贬责大卫·希尔伯特用纯粹存在性方法证明一般代数型的有限基定理“是神学而不是数学”，但最终接受了这种新的证明方法。他指导的唯一的博士埃米·诺特后成为近世抽象代数的奠基人。